# Borgo Brigola
Borgo Brigola è una località, disabitata al 2014, a nord nel comune di Vittorio Veneto.

## Geografia fisica
Posto nei pressi di Sella di Fadalto, sorge su una morena laterale creata dall'antico ramo del ghiacciaio plavense che occupava la Val Lapisina, in un luogo particolarmente ameno ai piedi del Col Visentin.

## Storia
Da una ricerca condotta nell'inverno 2014 dallo scrittore Giovanni Carraro, è emerso che anticamente in tale area esistevano solo alcune stalle e nelle vecchie mappe napoleoniche e austro ungariche viene riportato solo il toponimo di Val Calde.
A metà dell'Ottocento un tale Antonio Balbinot, detto Tòna Tonèi Brigola residente a Fadalto Basso, acquistò i terreni da facoltosi proprietari dell'area (De Mori e Marson di Vittorio Veneto) ed edificò quindi le case ancora esistenti. Nacque quindi il toponimo Da Brigola più tardi semplificato in Borgo Brigola. Brigola deriva dal termine dialettale di britoła, il coltellino ricurvo utilizzato dai contadini.
Il denaro necessario alla costruzione degli edifici fu recuperato scardinando un forziere postale dimenticato da una guarnigione di soldati dell'esercito austroungarico lungo la Strada Regia di Alemagna. Tale reperto è tuttora esistente e ben conservato, in mano ad altri discendenti dei Balbinot nella città di Oderzo. In occasione di tale scoperta è stato effettuato un reportage televisivo dalla Rai 3 del Veneto, condotto da Luca Ginetto ed andato in onda sabato 22 marzo 2014.